# Đông Samar
Đông Samar là một tỉnh của Philippines thhuộc vùng Đông Visayas. Thủ phủ là thành phố Borongan. Tỉnh nằm trên đảo Samar. Phía bắc giáp tỉnh Bắc Samar, phái tây giáp tỉnh Samar. Đông Samar giáp biển Philippines về phái đông và vịnh Leyte về phía nam. Đông Samar được tách khỏi tỉnh Samar thống nhất vào 19/06/1965.

## Nhân khẩu
Tỉnh có dân số 375.822 theo thống kê năm 2000, là tỉnh ít dân thứ 20 trong cả nước. Mật độ là 87 người/km². Ngôn ngữ chủ yếu là tiếng Waray-Waray.

## Hành chính
Tỉnh được chia thành 22 đô thị tự trị:
| - Arteche - Balangkayan - Albuera - Babatngon - General MacArrthur - Giporlos - Guiuan - Hernani - Jipapad - Lawaan | - Llorente - Maslog - Maydolong - Mercedes - Orans - Quinapondan - Tabontabon - Salcedo - San Julian - San Policarpo - Sulat - Taft |